# Centro de Interpretação das Torres Arquiepiscopais (CITA)
O Centro de Interpretação das Torres Arquiepiscopais (CITA) (Centro de Interpretación das Torres Arcebispais (CITA)) é um museu em Pontevedra, Espanha criado em 2010 no antigo fosso do palácio-fortaleza das Torres arquiepiscopais na cidade velha. O museu incide na interpretação do que foi um dos monumentos e estruturas defensivas mais importantes da cidade, as Torres do Arcebispo, que faziam parte das muralhas de Pontevedra.

## História
Durante as escavações arqueológicas anteriores à reconstrução da Avenida Santa María, iniciada em 2008, foram descobertas muralhas bem preservadas que formavam o fosso defensivo da antiga fortaleza medieval dos arcebispos de Santiago de Compostela, construído no século XII e demolido no final do século século XIX.
A câmara municipal decidiu construir um museu subterrâneo, porque esse achado estava cerca de 5 metros abaixo do nível atual da rua. O museu foi chamado CITA e foi inaugurado em 13 de agosto de 2010. · 

### As Torres Arquiepiscopais
Os primeiros edifícios datam de 1180. Fernando II doou a cidade e a fortaleza ao arcebispado de Santiago de Compostela. Durante a Idade Média, o número de edifícios aumentou. Uma grande fortaleza foi, portanto, construída de frente para o mar, com uma grande vala defensiva e a sua ponte levadiça no lado oposto.
Esta fortaleza era a residência dos arcebispos de Santiago de Compostela quando  visitaram Pontevedra e dos reis de Portugal. Consistia em duas grandes torres, uma delas com ameias e um terceiro corpo em que predominavam as grandes salas. A prisão arquiepiscopal estava localizada no porão.
A fortaleza sofreu o seu primeiro dano entre 1474 e 1477 após a guerra entre Alonso II de Fonseca, arcebispo de Santiago de Compostela e Pedro Álvarez de Sotomayor, mais conhecido sob o nome de Pedro Madruga.
Em 1719, a fortaleza foi quase destruída pelos ingleses durante o ataque a Pontevedra, deixando apenas a grande torre de Homenagem, que mais tarde se tornou a prisão da cidade.
Em 1872 e 1873, durante um conselho realizado para tentar abrir novos espaços na cidade, os líderes decidiram demolir as muralhas e as torres que ainda estavam de pé.

## Descrição

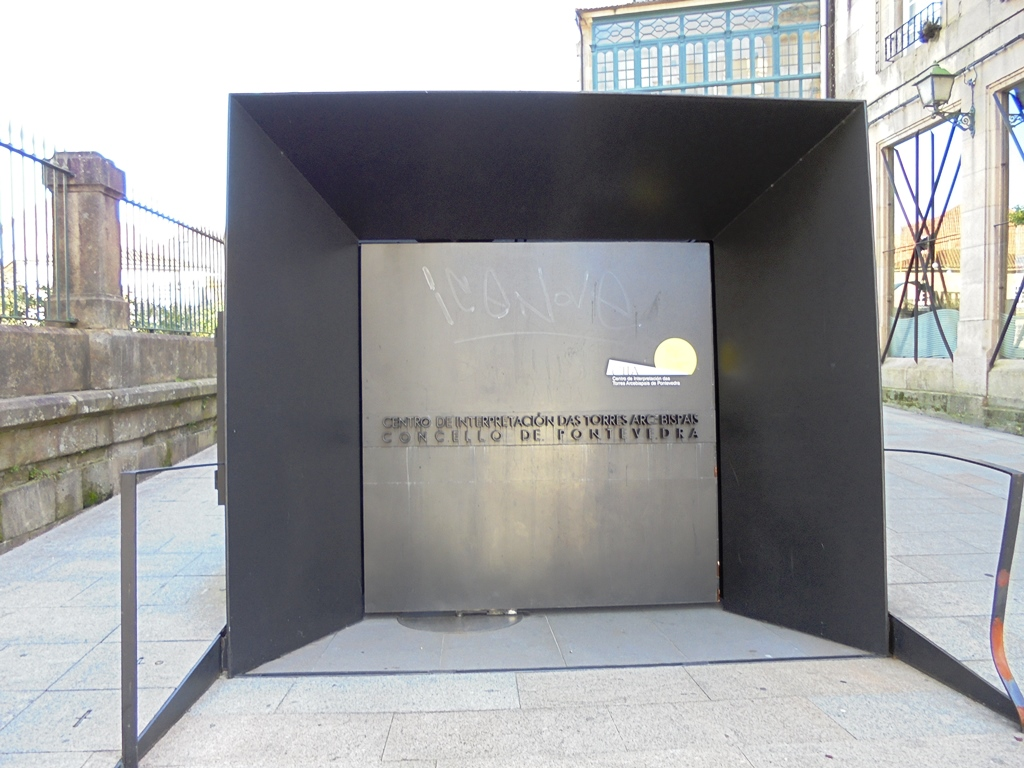
Entrada para o museu.

O museu é administrado pelo município e ocupa uma área de 715 metros quadrados. Nas laterais do museu, as paredes internas e externas da fortaleza são apresentadas em meia-luz calculada. A estrutura inclui os pilares de uma ponte levadiça para acesso à fortaleza e restos arqueológicos. O CITA possui apenas um ponto de acesso de superfície, na forma de uma entrada de metro de vidro.

### Exposições
O museu está dividido em três partes   :
Na entrada, os ecrãs sensíveis ao toque fornecem informações sobre a fortaleza medieval e moderna de Pontevedra, bem como sobre a construção da fortaleza-palácio reconstruída em um modelo tátil.
A parte central é dedicada à apreciação das escarpas e contraescarpas e às características defensivas do edifício. Esta parte mostra ecrãs interativos com mapas da cidade e da ponte levadiça e algumas bolas de pedra de catapulta e algumas peças de cerâmica encontradas nas escavações.
Finalmente, uma projeção mostrando um audiovisual tridimensional é projetada em segundo plano.